# Epigomphus hylaeus
Epigomphus hylaeus – gatunek ważki z rodziny gadziogłówkowatych (Gomphidae). Występuje na terenie Ameryki Południowej.